# Steinberg (Adelsgeschlecht)

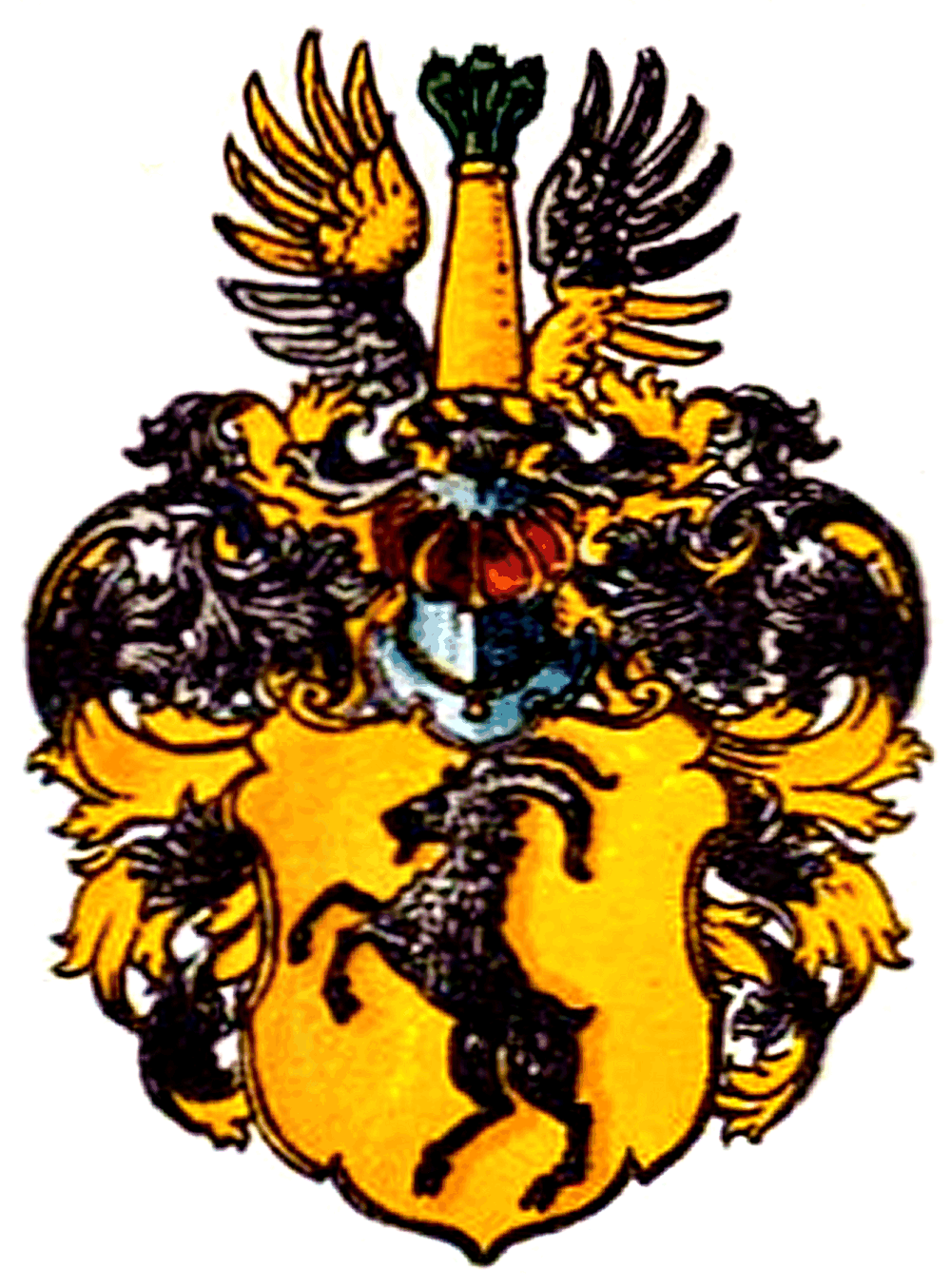
Wappen derer von Steinberg

Die Familie von Steinberg war ein altes niedersächsisches Adelsgeschlecht, das aus dem Hildesheimer Uradel stammte und bereits im 12. Jahrhundert reiche Besitzungen im Leinebergland innehatte. Mit dem Hochstift Hildesheim entstand ein stiftisches Junkertum, zu dem die Herren vom Stenberge zählten. Das Geschlecht ist 1911 im Mannesstamm erloschen.

## Geschichte
Zu Bodo von Steinberg, der die Bodenburg erbaute und zum Stammsitz seines Geschlechts gemacht haben soll, gibt es keine Belege mehr.
Urkundlich erscheint die Familie erstmals 1182 mit Conradus de Steinberche, der um 1200 bischöflich hildesheimischer Ministeriale war und auf der Bodenburg lebte. Unter seinen Söhnen und Enkeln verzweigte sich das Geschlecht in sechs Nebenlinien, von denen drei Bedeutung erlangten und das Mittelalter überstanden:
- Bodenburg-Brüggen (das Gut Brüggen war ebenfalls seit etwa 1180 im Besitz der Familie),
- Bodenburg-Bornhausen (Bornhausen blieb bis ins 17. Jahrhundert im Familienbesitz),
- Alfeld (Leine)

Der Ahnherr des Alfeldischen Zweiges, Konrad II. von Steinberg, hatte einen freien Burgmannssitz in Alfeld und umfangreiche Besitzungen in der Umgebung zu Lehen bekommen. Dort wurden die Herren von Steinberg über fünf Generationen zu den mächtigsten Vasallen des Stifts – neben den Herren von Saldern, von Adelebsen, von Wrisberg, von Schwicheldt, von Rutenberg, von Alten und von Cramm.

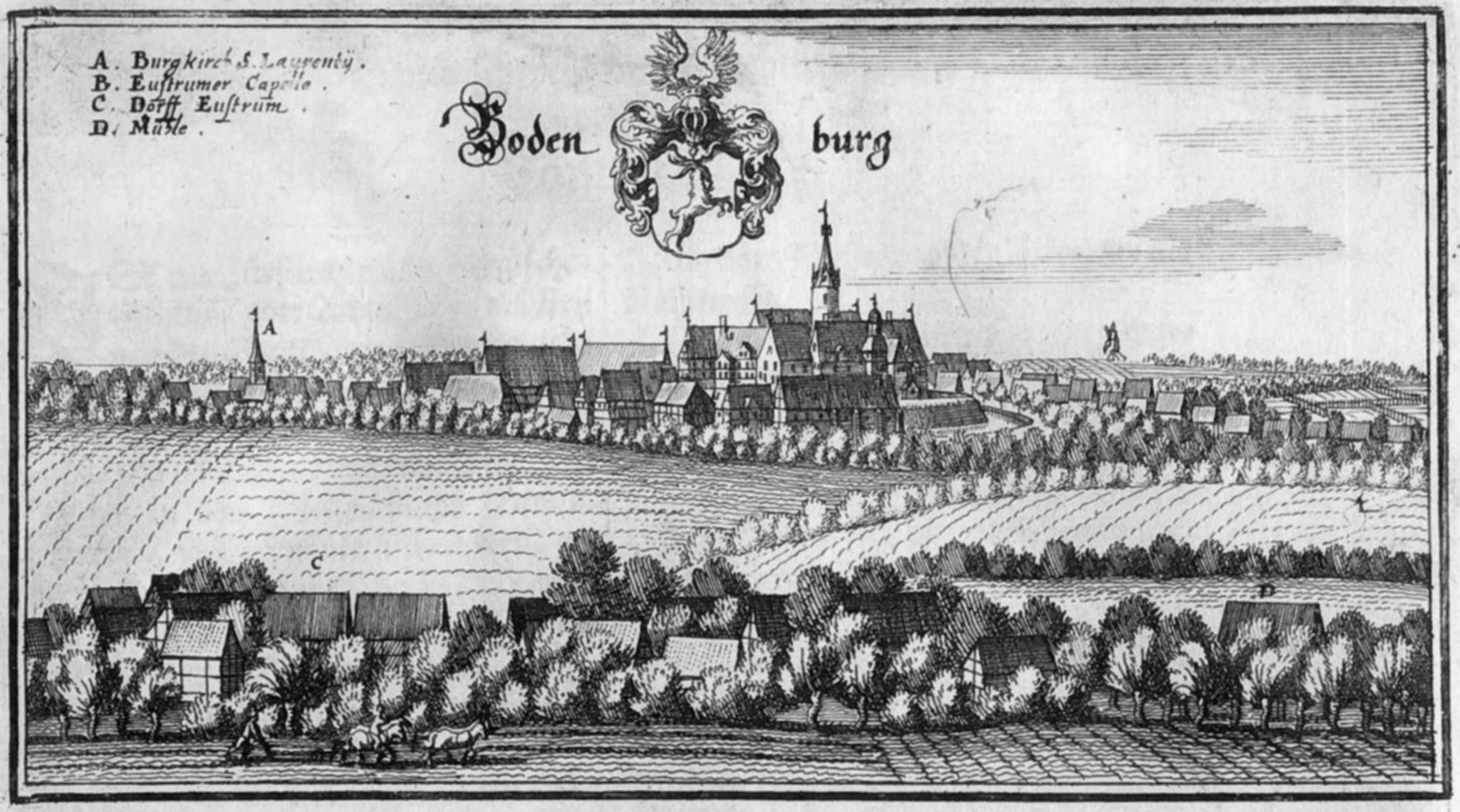
Bodenburg um 1650 (Merian-Stich)
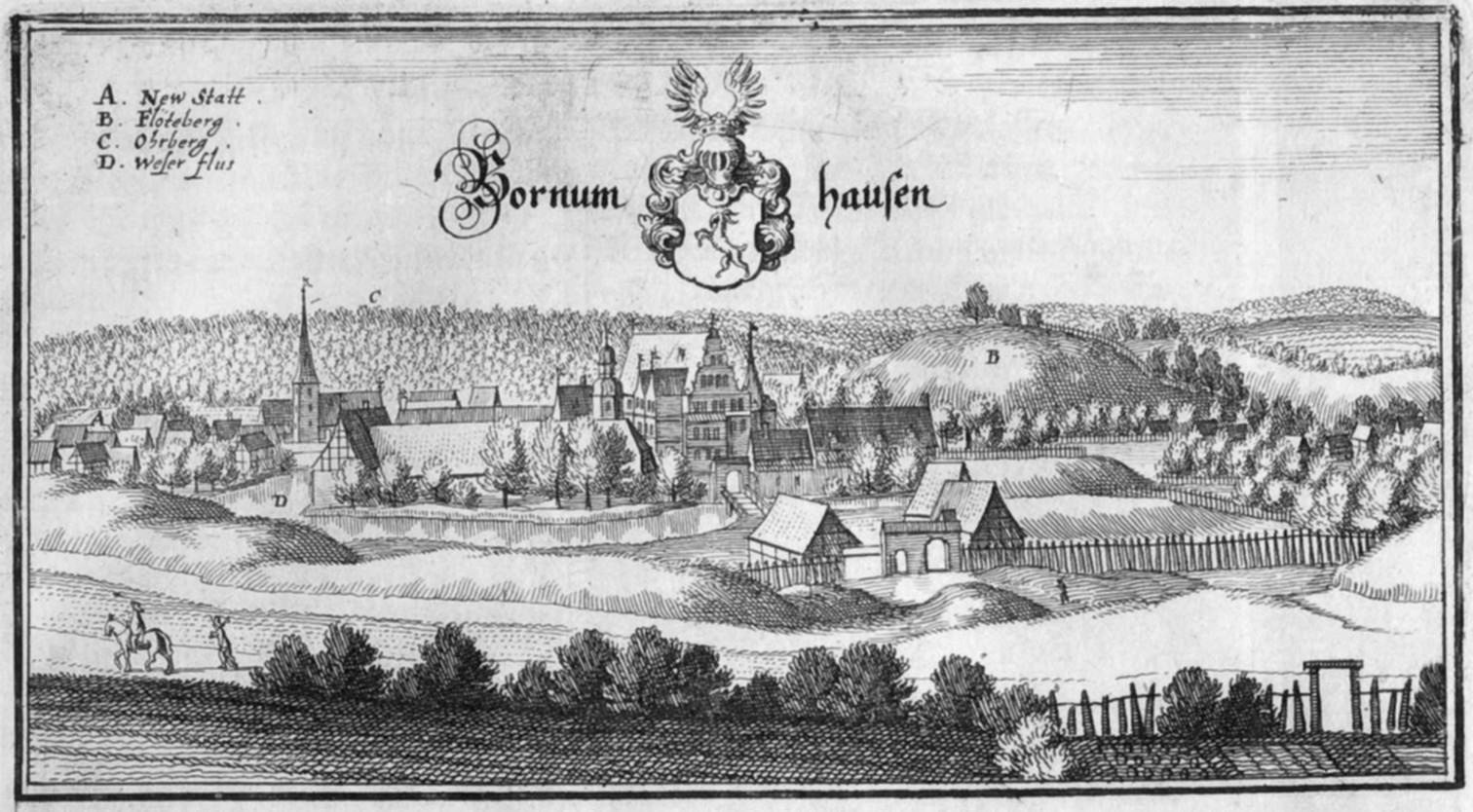
Bornhausen um 1654

## Einzelne Vertreter

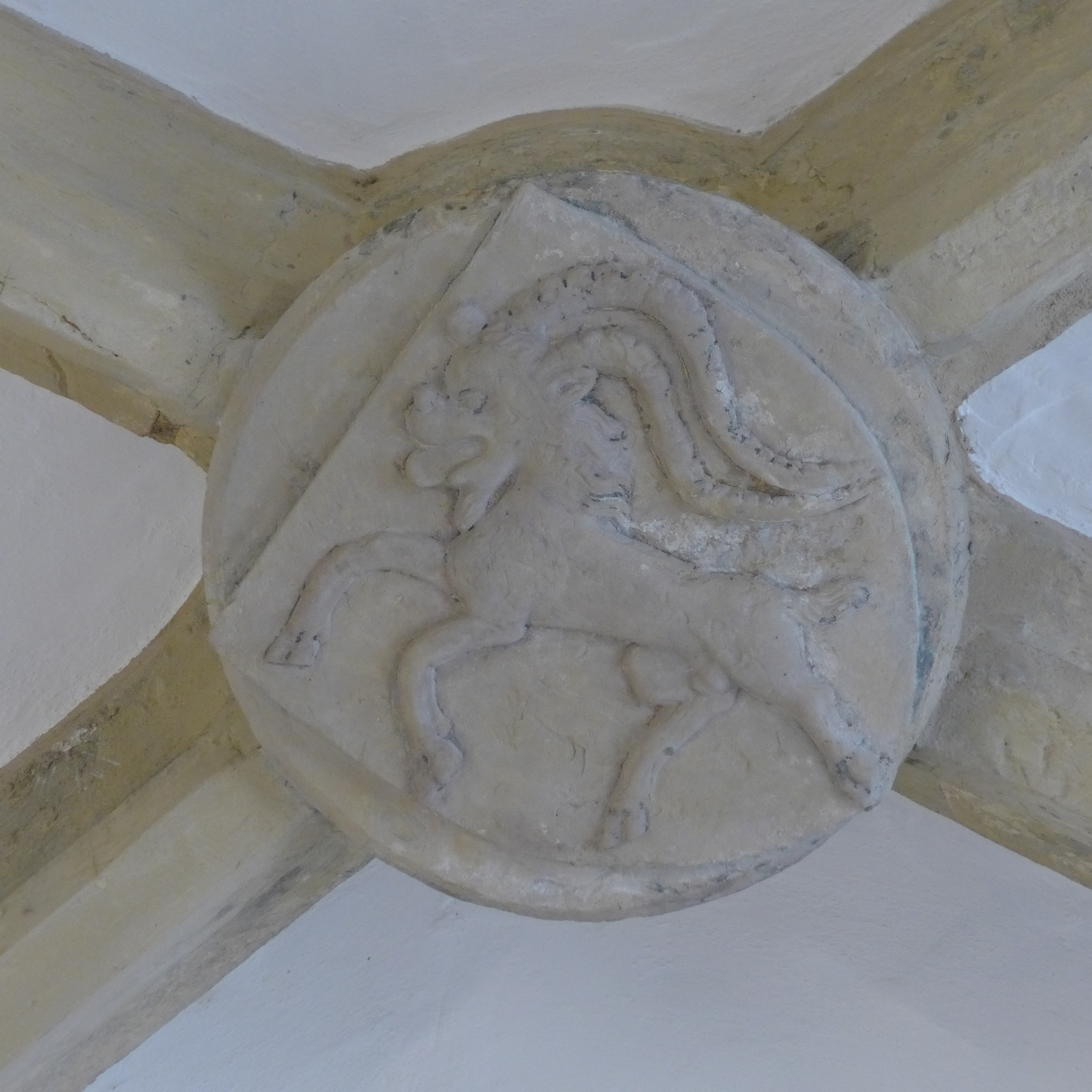
Schlussstein der Steinbergkapelle im Hildesheimer Dom

Der Bischof, ihr Lehns- und Landesherr, war aufgrund der Verschuldung des Stifts auf sie angewiesen. Die Brüder Cord, Lippold und Heinrich V. von Steinberg erhielten für das geliehene Geld weitere Besitzungen.
Der Ritter Burchard der Ältere von Steinberg urkundete 1339–1376. Er machte dem Kloster Lamspringe umfangreiche Schenkungen und gehörte auch zum Wohltäter des Hildesheimer Franziskanerklosters St. Martini. Nach seinem Tod 1379 wurde er in einem Hochgrab im Franziskanerkloster beigesetzt. Die Grabplatte mit dem in voller Rüstung dargestellten Ritter ist erhalten.
Lipold von Steinberg stiftete eine Kapelle des Hildesheimer Domes, die nach ihm benannt wurde.
Heinrich V. († 1430) wurde 1399 von Bischof Johann mit dem Dorf Gardessen (Gerzen) belehnt. Als seine Söhne Heinrich VI. und Dietrich ihr Erbe antraten, kam es zum Streit mit den Bürgern von Alfeld. Bischof Magnus von Sachsen-Lauenburg gestattete ihnen daher 1451 den Bau einer hölzernen Burg am Zusammenfluss von Wespe und Leyna, der Wispemündung. Die Burg nannten sie Wispenstein.
Christoph „der Obriste“ (Nr. 34 bei Behrens, † 1570) und Söldnerführer stellte sich gegen die Protestanten. Gegen die von Christoph von Steinberg geführten Truppen des Schmalkaldischen Bundes unterlag Herzog Heinrich der Jüngere 1542 vor Wolfenbüttel und flüchtete nach Frankreich.
1561 erwarb Siewert von Steinberg das Gut Imbshausen, das bis 1777 in der Familie blieb.

### Spätere Stammfolge
- Friedrich I. von Steinberg (* 1619; † 1679); Erbherr auf Brüggen ⚭ 1. 1645 Elisabeth von Spiegel (1620–1660 a.d.H. Peckelsheim)
  - BodenburgGeorg von Steinberg (1650–1703); Erbherr auf Bodenburg, Ritterschaftsdeputierter ⚭ Eva von Korff († 1744; Tochter von Victor von Korff und Margarethe von Voß)
    - Ernst von Steinberg (* 1689; † 1759); Wirklicher geheimer Rat ⚭ 1726 Margarethe Louise von Wendt (* 1704; † 1753; Tochter von Franz von Wendt und Friedericke Charlotte von dem Bussche.)
      - Georg Friedrich von Steinberg (* 1727; † 1765)
      - Eva von Steinberg (* 20. Mai 1730 in Osterode; † 5. Mai 1769 in Kassel) ⚭ am 16. Februar 1749 in Hannover den Friedrich von Adelebsen (* 18. Juni 1728 in Hannover; † 25. September 1791 in Göttingen; Sohn von Dietrich August von Adelebsen und Christine Louise Freiin von Spörcken); Generalmajor. Kummerjunker, Generalmajor, Erbherr auf Adelebsen

  - Magdalena Elisabeth von Steinberg (* 1646; † 1700) ⚭ Heinrich von Voss (* 1630; † 1662; Sohn von Bernhard von Voss und Margarethe Elisabeth von Oer); Erbherr auf Gut Böckel
    - Margarethe Elisabeth von Voss († 6. Februar 1733) ⚭ Johann Heinrich von Korff (* 3. März 1661; † 7. Juli 1723; Sohn von Eberhard Victor von Korff und Elisabeth Margarethe von Voss); Drost. Erbherr auf Lüddecke, Drost zu Rahden
      - Beate Elisabeth von Korff (* 1708; † 1767)
- Friedrich I. von Steinberg ⚭ 2. 1664 Hedwig von Wiedensee
  - Dorothea Elisabeth von Steinberg († 1731) ⚭ Ernst Friedrich Freiherr von Spörcken (* 1665; † 1726; Sohn von Werner Hermann von Spörcken und Anna Eleonore von Lenthe); Erbherr auf Langlingen, Landschaftsdirektor zu Lüneburg, 1717 Freiherr
    - Sophie Wilhelmine Freiin von Spörcken
    - August Ludwig Freiherr von Spörcken († 1752); Wirklicher Geheimer Rat und Oberhofmarschall zu Wolfenbüttel; ⚭ Catharina von Arnswald 1724

  - Schloss BrüggenFriedrich II. von Steinberg (* 1651; † 1716)[3] Oberhofmarschall und Inhaber weiterer hoher Ämter am Hofe des Anton Ulrich (Braunschweig-Wolfenbüttel); er ließ 1693 das Schloss Brüggen nach einem Entwurf von Johann Balthasar Lauterbach durch den späteren herzoglichen Landbaumeister Hermann Korb errichten; ⚭ Gertrud von Grapendorff (möglicherweise aus der Familie von Grapendorf, die ihren Stammsitz auf einem Burgmannshof in Lübbecke hatten und für lange Zeit Besitzer von Grappenstein waren).

1888 wurde die Familie mit Ernst von Steinberg, Kammerherr und Mitglied des preußischen Herrenhauses, in den preußischen Grafenstand erhoben und starb 1911 mit ihm im Mannesstamme aus. Seine Universalerbin war seine älteste Tochter, Jutta Gräfin von Steinberg ⚭ 1905 Burghard von Cramm. Einer ihrer 7 Söhne war der Tennisspieler Gottfried von Cramm. Die Güter Brüggen, Bodenburg, Wispenstein und Harbarnsen gingen damit auf die Freiherren von Cramm über.